# Triphleba nivalis
Triphleba nivalis är en tvåvingeart som först beskrevs av Camillo Rondani 1856.  Triphleba nivalis ingår i släktet Triphleba och familjen puckelflugor. Inga underarter finns listade i Catalogue of Life.